# Johngarthia lagostoma
Espèce
Synonymes
- Gecarcinus lagostoma H. Milne Edwards, 1837

Johngarthia lagostoma est une espèce de crabes terrestres de la famille des Gecarcinidae qui vit sur l'île de l'Ascension et trois autres îles de l'Atlantique Sud. Adulte, il atteint une largeur de carapace d'environ 110 mm sur l'île de l'Ascension, où il est le plus grand animal terrestre indigène. Il existe sous deux formes de couleurs distinctes, l'une jaune, l'autre violette, avec quelques intermédiaires. La couleur jaune domine sur l'île de l'Ascension, tandis que le violet est plus fréquent sur les atoll das Rocas. L'espèce diffère des autres espèces de Johngarthia par la forme de sa troisième maxillipède.
Johngarthia lagostoma vit dans des terriers dans les zones de végétation, à des altitudes allant jusqu'à 400 m. Il en sort la nuit pour se nourrir de matière végétale et parfois animale. De janvier à mars les individus entament une migration vers la mer pour libérer leurs larves planctoniques. L'espèce a été décrite pour la première (comme Gecarcinus lagostoma) par Henri Milne-Edwards en 1837 à partir d'échantillons envoyés et collectés par les naturalistes Jean René Constant Quoy et Joseph Paul Gaimard, recueillis par le navire français l'Astrolabe.

## Distribution
Cette espèce se rencontre sur les îles de l'Ascension, de Trindade, de Fernando de Noronha et les atoll das Rocas. Sur l'île de l'Ascension, l'aire de répartition de J. lagostoma en dehors de la saison de reproduction est limitée aux pentes de la Montagne Verte, où il y a l'humidité et la végétation est suffisante, le reste de l'île constituant un habitat trop aride pour survivre. Toutes les terres au-dessus de 400 mètres constitue un habitat convenable pour les crabes, tout comme une grande partie de la terre au-dessus de 200 m. Ils se trouvent parfois à des altitudes inférieures, y compris dans les jardins bien arrosés de Georgetown, et près d'une colonie de sterne fuligineuse dans le sud-ouest de l'île (connu sous le nom Wideawake Fairs). Sur l'île de Trindade, J. lagostoma est abondant là où la végétation est présente, incluant les parties les plus hautes de l'île.
La répartition géographique de J. lagostoma à travers un petit nombre d'îles dans l'océan Atlantique sud est difficile à expliquer par la dispersion planctonique. Ses plus proches parents sont les autres espèces de Johngarthia, dont deux (J. planata et J. malpilensis) qui habitent des îles de l'océan Pacifique au large de l'Amérique centrale, et une J. weileri que l'on trouve dans les îles du golfe de Guinée. Certains naturalistes ont suggéré l'existence d'anciennes îles, maintenant submergée, ce qui pourrait avoir agi comme un "tremplin" pour la colonisation de l'île de l'Ascension, l'isolement de l'île de l'Ascension de toute autre masse terrestre rand la colonisation par deux larves ou adultes difficiles.

## Description

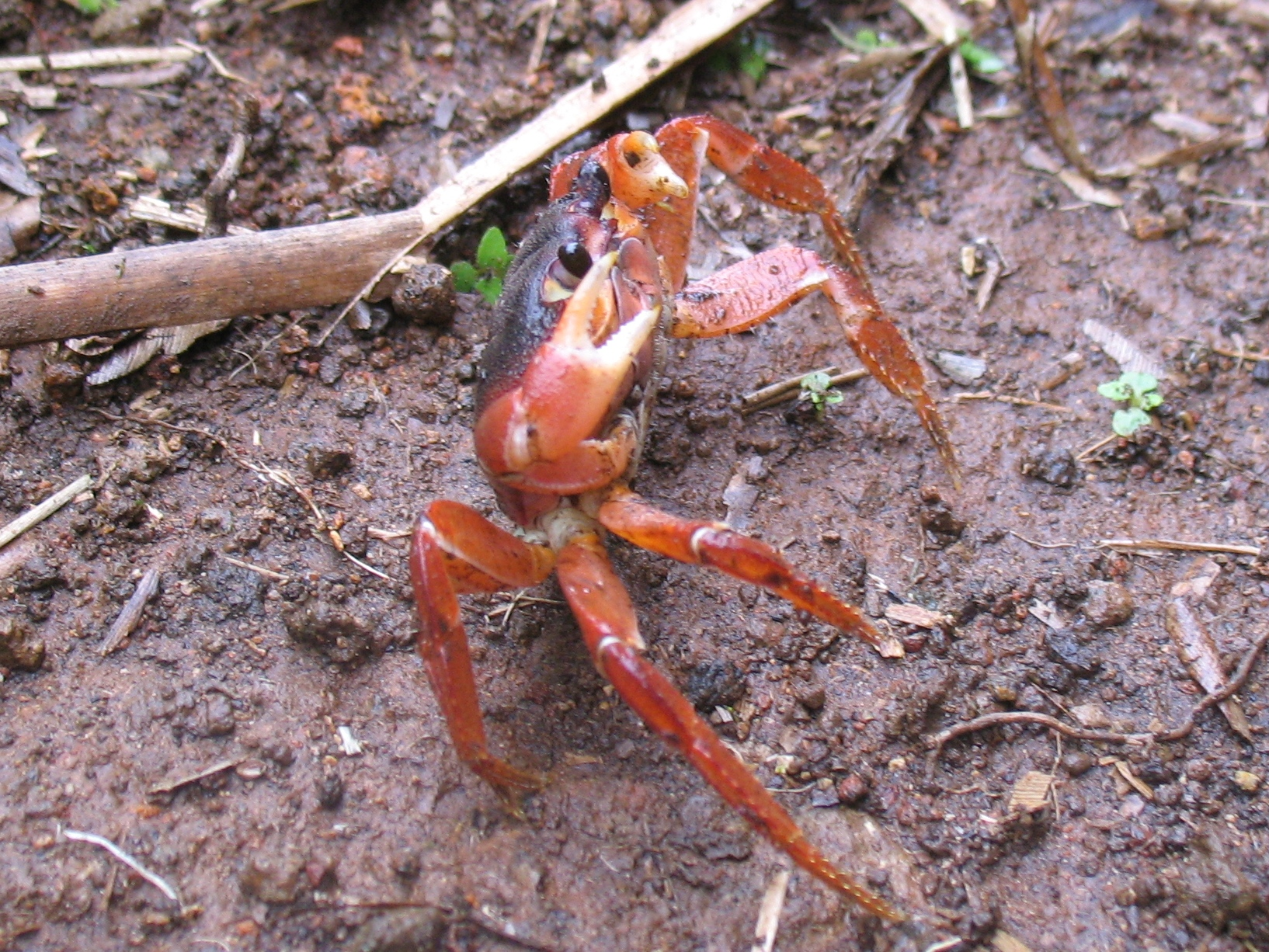
Johngarthia lagostoma violet

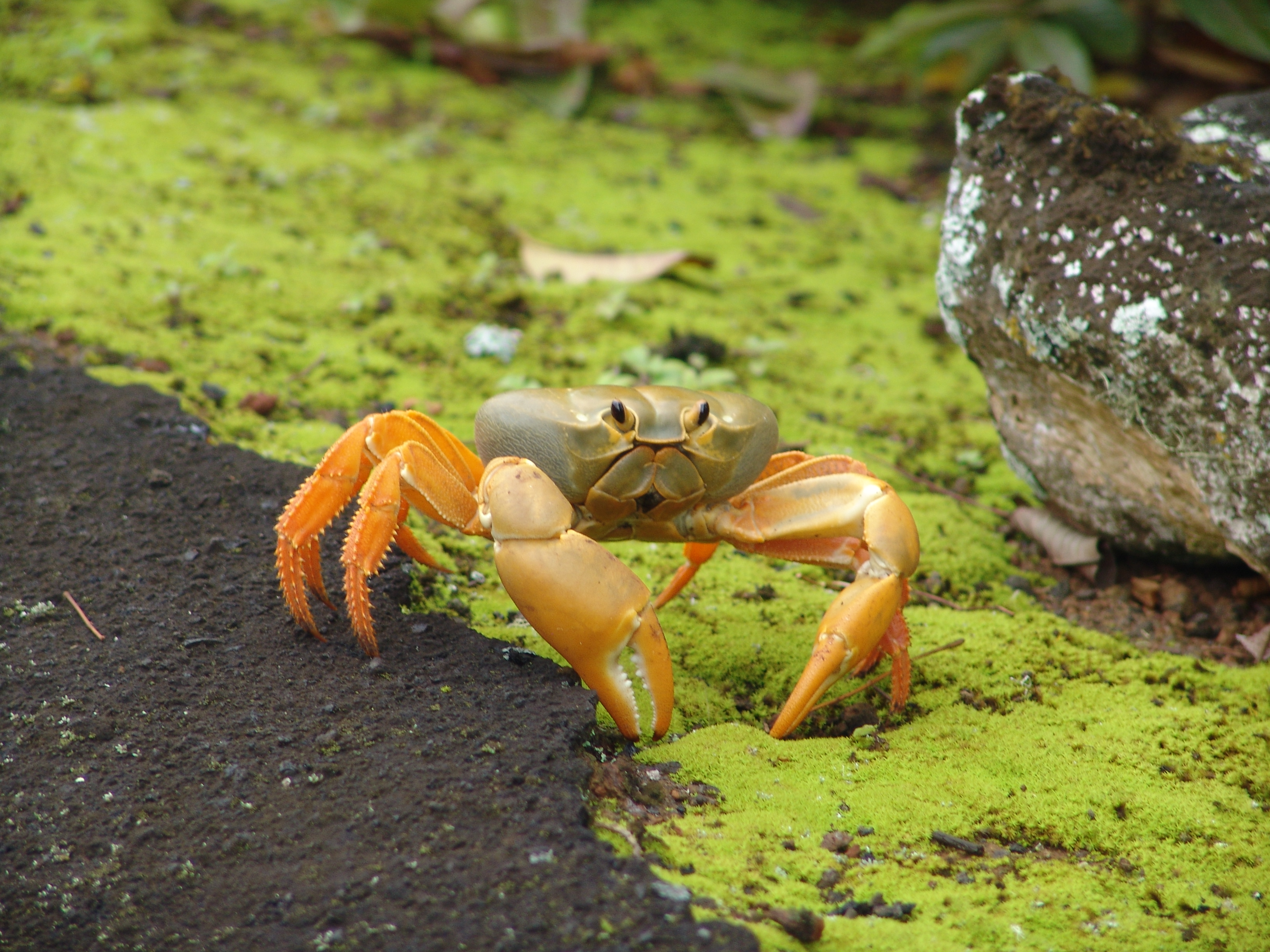
Johngarthia lagostoma jaune

Les spécimens matures ont une largeur de carapace de 70-110 mm sur l'île de l'Ascension, les individus de l'Atol das Rocas sont un peu plus petit. Dans la famille Gecarcinidae, les espèces sont normalement distingués par la forme de leur première pleopod (gonopode), qui est utilisé par les mâles pendant l'accouplement, mais il n'y a pas de différence dans les gonopodes de J. planata et J. lagostoma. J. lagostoma diffère des autres espèces du genre par la forme de sa troisième maxillipède, qui est plus grande couvrant l'épistome et les antennes antérieures.
Au sein de l'espèce, on distingue deux coloris différent. Le coloris « jaune » a un exosquelette jaune ou orange vif, avec des taches blanches sur la face inférieure des pattes locomotrices et des griffes. Le coloris « violet » a un exosquelette violet foncé, mais avec les mêmes taches blanches que sur le profil jaune. Quelques individus intermédiaires existent, ils sont principalement jaune, mais avec des taches mauves sur la carapace. Sur l'île de l'Ascension, le coloris jaune est le plus fréquent, tandis que sur Atol das Rocas, la répartition est plus équitable. Les individus sombres sont mieux dissimulés vis-à-vis des prédateurs, mais plus sujets au stress thermique pendant de longues migrations. L'Atol das Rocas est beaucoup plus petit que l'île de l'Ascension, et les routes de migration sont donc plus courte, ce qui peut expliquer la différence de fréquence entre les deux coloris.

## Taxinomie
L'espèce a été décrite pour la première fois en 1837 par Henri Milne Edwards sous le nom Gecarcinus lagostoma avec le matériel envoyé par les naturalistes Jean René Constant Quoy et Joseph Paul Gaimard, recueillis par le navire français l'Astrolabe.

## Publication originale
- H. Milne Edwards, 1837 : Histoire naturelle des Crustacés, comprenant l'anatomie, la physiologie et la classification de ces animaux. Paris, Librairie de Roret.